# سامری‌گرایی
دین سامری (به انگلیسی: Samaritan religion)، که از ان به سامری‌گرایی نیز یاد می‌شود، یک دین ابراهیمی، یکتاپرست و قومی مردم سامری است. سامری‌ها برخلاف توراتی که امروزه توسط یهودیان استفاده می‌شود، از تورات سامری تابعیت می‌کنند، که به باور آن‌ها تورات اصلی و تحریف نشده‌است. سامری‌ها علاوه بر تورات سامری، کتاب یوشع را نیز مورد احترام قرار می‌دهند و برخی از شخصیت‌های کتاب مقدس مانند عیلی را نیز می‌شناسند.
سامری‌گرایی را پیروان آن به عنوان دینی توصیف می‌کنند که با موسی آغاز یافته و در طی هزاران سال تحریف نشده‌است. سامری‌ها معتقدند که یهودیت و تورات یهودی با مرور زمان تحریف شده و دیگر واجباتی را که خداوند بالای کوه سینا مقرر کرده انجام نمی‌دهند. یهودی‌ها کوه معبد را به‌عنوان مقدس‌ترین محل در دین شان می‌دانند، در حالی‌که سامری‌ها «کوه گریزیم» را مقدس می‌شمارند.

## تاریخچه
سامری‌گرایی مدعی است که قله کوه گریزیم موقعیت درست مکان مقدس خداوند است، برخلاف سنگ تهداب در کوه معبد که تعالیم یهودیت به آن معتقد است؛ بنابراین، سامری‌ها تاریخ شان را جدا از یهودیت پیگیری کرده و به زمان موسی می‌رسانند و ایمان دارند که یوشع تهداب معبد آن‌ها را گذاشته‌است. تاریخ سامری‌ها این جدایی را به این می‌رساند که ایلی کاهن اعظم، بعد از مرگ یوشع خیمه موسی را ترک کرده و به سوی کوه گریزیم در حرکت شد.
ابوالفتح، کسی که در قرن ۱۴ اثر بزرگ تاریخ سامری‌ها را نوشت، در مورد ریشه سامری‌ها چنین می‌نویسد:
به دلیل این‌که ایلی پسر یفنی از سلسله ایتامار می‌خواست کهانت اعظم را از نزد پسران پینکوس بگیرد، میان ایلی پسر یفنی و پسران پینکوس (فینهاس) جنگ وحشت‌ناکی رخ داد. او بر روی قربان‌گاه سنگی قربانی می‌کرد و ۵۰ سال سن داشت، صاحب مال و مسئول خزانه بنی اسرائیل بود…
او در قربان‌گاه قربانی کرد اما چون متوجه نبود به آن نمک نی‌آفزود. زمانی که اوزی کاهن اعظم از این موضوع خبر شده و دریافت که قربانی پذیرفته نشده‌است، کاملاً او را از خود راند؛ و (حتی) گفته شده‌است که او را توبیخ/ نکوهش کرد.
بنابراین او و گروهی که با او هم‌دردی می‌کردند، قیام کردند. او هم‌راه با پیروان و چارپایانش بی‌درنگ به سوی شیلو حرکت کردند. این‌جا بود که اسرائیل منقسم/بخش بخش شد. او را نزد رهبران آن‌ها فرستاد و گفت، هرکی می‌خواهد چیزهای شگفت‌انگیزی ببیند، نزد من بیاید. پس از آن او یک گروه بزرگی را در شیلو اطراف‌اش جمع کرده و در آن‌جا به خود معبد ساخت؛ او یک جایی را به مثل معبد اصلی (در کوه گریزیم) بنا کرد. با مراعات نمودن تمام جزئیات قربان‌گاهی ساخت–همه جزئیات آن قطعه به قطعه مانند قربان‌گاه اصلی بود.

در این زمان بنی اسرائیل به سه دسته تقسیم شدند. یک بخش وفادار در کوه گریزیم؛ یک بخش رافضی که خدایان دروغین را پیروی می‌کردند؛ و گروهی که پیروان ایلی پسر یفنی در شیلو بودند.
همچنین، تاریخ‌نگاری سامری آدلر، یا تاریخ‌نگاری جدید، که گمان می‌رود در قرن هژدهم با استفاده از تاریخ‌نگاری قدیم به‌عنوان منابع نوشته شده‌است، بیان می‌کند:
و بنی اسرائیل در این روزها به سه دسته تقسیم شدند. یکی بر اساس پلیدی‌های غیر یهودیان عمل کرده و سایر خدایان را پرستیدند؛ دیگری از ایلی پسر یفنی پیروی کردند، اگرچه بسیاری از آنان بعد از این‌که از نیت او باخبر شدند، از او روی گشتاندند؛ و سوم با کاهن اعظم اوزی بن بوکی در محل انتخاب شده باقی‌ماندند.
در روایت‌های سنتی یهودی، ۲ پادشاه و یوسفوس، آمده‌است که مردم اسرائیل از سوی پادشاه آشوریان (سارگون دوم) به هاله، به گوزان در دریای خابور و به شهرهای مادها رانده شدند. پادشاه آشوریان پس از آن مردمی را از بابل، کوتا، آوه، عمات و سپاروایم آورد تا در سامره ساکن شوند. به دلیل اینکه خداوند شیران را فرستاد تا آن‌ها را بکشد، پادشاه آشوریان یکی را از خانواده کاهن اسرائیلی از بیت‌ئیل فرستاد تا به ساکنان جدید در مورد احکام خداوند آموزش دهد. نتیجه نهایی این شد که ساکنان جدید هم خدای آن سرزمین و هم خدایان خود از کشورهای که آمده بودند را پرستش کردند.
مطالعات جدید ژنتیکی (۲۰۰۴) نشان می‌دهد که سلسله سامری‌ها به اجداد مشترک با یهودی‌ها در کاهن اعظم یهودی (کوهانیم) که کهانت را از پدر به ارث برده بود، نزدیک به دوره تسخیر پادشاهی اسرائیل توسط آشوریان می‌رسد و احتمالاً از نوادگان مردم تاریخی اسرائیلی‌ها هستند، هرچند با توجه به تاریخ منزوی مردم، منزوی شده‌اند. این واقعیت نظریه تاریخی را که سامری‌ها ریشه در آشوریا دارند را اگر کاملاً رد نکند، شک‌های را ایجاد می‌کند.
علاوه بر آن، طومار دریای مرده 4Q372، که امید بازگشت قبیله‌های شمالی به سرزمین یوسف را بیان می‌کند اشاره دارد که ساکنان فعلی در شمال مردم احمق و دشمن هستند اما به آن‌ها به صورت واضح خارجی نمی‌گویند و در ادامه بیان می‌کند که این مردم (سامری‌ها) اورشلیم را به سخره گرفتند و معبدی را در یک محل بلند (گریزیم) بنا کردند تا اسرائیل را تحریک کرده باشند.
درگیری‌ها میان سامری‌ها و یهودی‌ها، بین ختم مهاجرت آشوریان و قیام بار کوخبا، زیاد بود. تاریخ‌نگاری یهودی تحریکات متعدد مردم سامری بر علیه یهودیان را بیان کرده و آن‌ها را تحقیر می‌کند و تمثیل عیسی از سامری‌های نیکو نیز بر این درگیری شهادت می‌دهد. تخریب معبد سامری‌ها در کوه گریزیم به کاهن اعظم جان هیرکانوس نسبت داده می‌شود.
به تعقیب قیام‌های ناموفق، کوه گریزیم به معبد جدیدی وقف شد که آن نیز در جریان قیام‌های سامری تخریب گردید. آزار و اذیت سامری‌ها در قرون بعد از آن رایج بود.

## کتابشناسی
- Anderson, Robert T.; Giles, Terry (2002). The Keepers: An Introduction to the History and Culture of the Samaritans. Hendrickson Publishing. ISBN 1-56563-519-1.
- Anderson, Robert T. , Giles, Terry (2005). "Tradition kept: the literature of the Samaritans", Hendrickson Publishers.
- Bourgel Jonathan, "Brethren or Strangers Samaritans in the Eyes of Second Century ʙ ᴄ ᴇ Jews", Biblica 98/3 (2017), pp. 382–408.
- Bowman, John (1975). The Samaritan Problem. Pickwick Press.
- Coggins, R. J. (1975). Samaritans and Jews: The Origins of Samaritanism Reconsidered. Growing Points in Theology. Oxford: Basil Blackwell. ISBN 978-0-8042-0109-4.
- Crown, Alan David (2005) [1984]. A Bibliography of the Samaritans: Revised Expanded and Annotated (3rd ed.). Scarecrow Press. ISBN 0-8108-5659-X.
- Gaster, Moses (1925). The Samaritans: Their History, Doctrines and Literature. The Schweich Lectures for 1923. Oxford University Press.
- Heinsdorff, Cornel (2003). Christus, Nikodemus und die Samaritanerin bei Juvencus. Mit einem Anhang zur lateinischen Evangelienvorlage (= Untersuchungen zur antiken Literatur und Geschichte, Bd. 67), Berlin/New York. شابک ‎۳−۱۱−۰۱۷۸۵۱−۶
- Hjelm, Ingrid (2000). Samaritans and Early Judaism: A Literary Analysis. Journal for the Study of the Old Testament. Supplement Series, 303. Sheffield Academic Press. ISBN 1-84127-072-5.
- Macdonald, John (1964). The Theology of the Samaritans. New Testament Library. London: SCM Press.
- Montgomery, James Alan (2006) [1907]. The Samaritans, the Earliest Jewish Sect. The Bohlen Lectures for 1906. Eugene, Oregon: Wipf & Stock. ISBN 1-59752-965-6.
- Mor, Menachem; Reiterer, Friedrich V.; Winkler, Waltraud, eds. (2010). Samaritans: Past and Present: Current Studies. Studia Samaritana, 5 & Studia Judaica, 53. Berlin: De Gruyter. ISBN 978-3-11-019497-5.
- Pummer, Reinhard (1987). The Samaritans. Leiden: E. J. Brill. ISBN 90-04-07891-6.

Reinhard Pummer (2002). Early Christian Authors on Samaritans and Samaritanism: Texts, Translations and Commentary. Mohr Siebeck. ISBN 978-3-16-147831-4.
- Purvis, James D. (1968). The Samaritan Pentateuch and the Origin of the Samaritan Sect. Harvard Semitic Monographs. Vol. 2. Cambridge, Massachusetts: Harvard University Press.
- Thomson, J. E. H. (1919). Tha Samaritans: Their Testimony to the Religion of Israel. Edinburgh & London: Oliver and Boyd.
- Tsedaka, Benyamim (2013). The Israelite Samaritan Version of the Torah. ISBN 978-0-8028-6519-9.
- Zertal, Adam (1989). "The Wedge-Shaped Decorated Bowl and the Origin of the Samaritans". Bulletin of the American Schools of Oriental Research, No. 276. (نوامبر ۱۹۸۹), pp. 77–84.